# Acoryphella zonata
Acoryphella zonata är en insektsart som beskrevs av Giglio-tos 1907. Acoryphella zonata ingår i släktet Acoryphella och familjen gräshoppor. Inga underarter finns listade i Catalogue of Life.